# Apatania tavala
Apatania tavala là một loài Trichoptera trong họ Apataniidae. Chúng phân bố ở miền Tân bắc.